# Cyanoneuron cyaneum
Cyanoneuron cyaneum là một loài thực vật có hoa trong họ Thiến thảo. Loài này được (Hallier f.) Tange mô tả khoa học đầu tiên năm 1998.